# Bathynomus giganteus
Bathynomus giganteus — вид рівноногих ракоподібних родини Cirolanidae. Найбільший представник рівноногих.

## Поширення
Вид поширений в Атлантичному та Тихому океанах. Живе на морському дні на глибині 170—2140 м.

## Опис
Зовні схожий на велетенську мокрицю. Тіло сягає завдовжки до 76 см та важить до 1,7 кг. Інші представники ряду рівноногих не перевищують 5 см завдовжки. Bathynomus giganteus є наочним прикладом глибоководного гігантизму — явища, коли деякі види морських тварин, що мешкають на великих глибинах, досягають більших розмірів, ніж їхні близькі родичі на мілководді або суші.
Тварина вкрита твердим вапняковим екзоскелетом, що складається з багатьох сегментів. Bathynomus giganteus може згортатися в «кулю» для захисту від хижаків. Наявні сім пар лап.

## Спосіб життя
Живиться падаллю (мертвими китами, рибою та кальмарами). Може нападати також на морських огірків, губок або нематод. Може тривалий час обходитися без їжі, але при її надлишку об'їдається так, що може втратити здатність до пересування.
Самиці відкладають ікру у спеціальну виводкову камеру на череві (марсипіум), де яйця зберігаються до вилуплення.